# Vairé
Vairé ist eine französische Gemeinde mit 1.951 Einwohnern (Stand: 1. Januar 2022) im Département Vendée in der Region Pays de la Loire. Sie gehört zum Arrondissement Les Sables-d’Olonne Talmont-Saint-Hilaire (bis 2015: Kanton Les Sables-d’Olonne). Die Einwohner werden Vairéens genannt.

## Geografie
Vairé liegt etwa sieben Kilometer von der Côte de Lumière entfernt an der Bucht von Biscaya. Durch die Gemeinde verläuft die Auzance. Sie grenzt im Norden und Nordwesten an Landevieille, im Norden und Nordosten an Saint-Julien-des-Landes, im Osten an Les Achards mit La Chapelle-Achard, im Süden und Südosten an Saint-Mathurin, im Süden und Südwesten an L’Île-d’Olonne sowie im Westen an Brem-sur-Mer.
Der seit 1969 als Monument historique registrierte Menhir La Minche du Diable steht westlich von Vairé.

## Bevölkerungsentwicklung
| 1962                      | 1968 | 1975 | 1982 | 1990 | 1999 | 2006 | 2011 | 2016 | 2020 |
| ------------------------- | ---- | ---- | ---- | ---- | ---- | ---- | ---- | ---- | ---- |
| 828                       | 798  | 820  | 907  | 942  | 1002 | 1335 | 1533 | 1660 | 1814 |
| Quelle: Cassini und INSEE |      |      |      |      |      |      |      |      |      |

## Gemeindepartnerschaften
Mit der deutschen Gemeinde Heimenkirch in Schwaben (Bayern) besteht eine Partnerschaft.